# William Louis Culberson
William Louis Culberson (Indianapolis, 5 de abril de 1929 — Carolina do Sul, 8 de fevereiro de 2003) foi um norte-americano, especialista em líquens 